# Frötuna församling
Frötuna församling är en församling i Roslagens östra pastorat i Upplands södra  kontrakt i Uppsala stift i Svenska kyrkan. Församlingen ligger i Norrtälje kommun i Stockholms län.

## Administrativ historik
Församlingen har medeltida ursprung. I slutet av 1500-talet utbröts Rådmansö församling och 1622 Norrtälje församling.
Församlingen var under medeltiden moderförsamling i pastoratet Fröstuna och Malsta för att därefter till slutet av 1500-talet utgöra ett eget pastorat och därefter till 1643 vara moderförsamling i pastoratet Frötuna och Rådmansö som 1622 utökades med Norrtälje församling. Från 1643 till 1 maj 1873 moderförsamling i pastoratet Fröstuna och Rådmansö för att därefter till 1962 utgöra ett eget pastorat.  Från 1962 åter i gemensamt pastorat med Rådmansö församling, före 1 september 1979 som moderförsamling därefter som annexförsamling.  Från 2018 ingår församlingen i Roslagens östra pastorat.

## Kyrkor
- Frötuna kyrka